# Лук Ошера
Лук Ошера (лат. Allium aucheri) — многолетнее травянистое растение, вид рода Лук (Allium) семейства Луковые (Alliaceae).

## Распространение и экология
В природе ареал вида охватывает Закавказье, восточные районы Турции и северо-западные районы Ирана.
Произрастает на субальпийских лугах.

## Ботаническое описание
Луковица яйцевидная, диаметром около 1 мм; наружные оболочки тёмно-серые, почти кожистые, раскалывающиеся; оболочки замещающей луковицы желтоватые. Стебель высотой около 40—70 см, до половины одетый гладкими или слегка шероховатыми влагалищами листьев.
Листья в числе двух—четырёх, шириной около 3 мм, дудчатые, полуцилиндрические, желобчатые, гладкие или слегка шероховатые, короткие, сильно не достигающие зонтика.
Чехол часто пурпурно-окрашенный, в полтора—два раза короче зонтика, заостренный. Зонтик коробочконосный, шаровидный, реже полушаровидный, чаще многоцветковый, густой, почти головчатый. Цветоножки без прицветниками, неравные, наружные в два раза короче околоцветника, реже равны или до полутора раз длиннее, внутренние равны околоцветнику или в два раза длиннее его. Листочки трубчато-колокольчатого околоцветника пурпурно-розовые, с грязнопурпурной жилкой, равные, продолговато-ланцетные, очень острые, гладкие или иногда по нерву зазубренные, длиной около 7—9 мм. Нити тычинок в два раза короче листочков околоцветника, при основании между собой и с околоцветником сросшиеся, ресничатые, наружные треугольно-шиловидные, внутренние трёхраздельные. Столбик не выдается из околоцветника.
Створки коробочки эллиптические, на верхушке слегка выемчатые, длиной около 6 мм.

## Таксономия
Вид Лук Ошера входит в род Лук (Allium) семейства Луковые (Alliaceae) порядка Спаржецветные (Asparagales).
|  |                                      |  |                                                             |                                                             |                   |  | ещё 24 семейства (согласно Системе APG II) | ещё 24 семейства (согласно Системе APG II) |                     |  |  |  | ещё более 870 видов |
|  |                                      |  |                                                             |                                                             |                   |  | ещё 24 семейства (согласно Системе APG II) | ещё 24 семейства (согласно Системе APG II) |                     |  |  |  | ещё более 870 видов |
|  |                                      |  |                                                             | порядок Спаржецветные                                       |                   |  |                                            |                                            | род Лук             |  |  |  |                     |
|  |                                      |  |                                                             | порядок Спаржецветные                                       |                   |  |                                            |                                            | род Лук             |  |  |  |                     |
|  | отдел Цветковые, или Покрытосеменные |  |                                                             |                                                             | семейство Луковые |  |                                            |                                            | вид Лук Ошера       |  |  |  |                     |
|  | отдел Цветковые, или Покрытосеменные |  |                                                             |                                                             | семейство Луковые |  |                                            |                                            |                     |  |  |  |                     |
|  |                                      |  | ещё 44 порядка цветковых растений (согласно Системе APG II) | ещё 44 порядка цветковых растений (согласно Системе APG II) |                   |  |                                            | ещё около 300 родов                        | ещё около 300 родов |  |  |  |                     |
|  |                                      |  |                                                             | ещё 44 порядка цветковых растений (согласно Системе APG II) |                   |  |                                            |                                            | ещё около 300 родов |  |  |  |                     |